# Jerzy Goleniewski
Jerzy Goleniewski (ur. 1 listopada 1950, zm. 24 października 1989) – gitarzysta basowy m.in. zespołów Breakout i Bumerang.

## Kariera muzyczna
Muzyk współpracował m.in. z zespołem Breakout, z którym w 1971 roku nagrał album  – Mira (tytuł od imienia wokalistki Breakout Miry Kubasińskiej), później album „Blues”, a rok później płytę „Karate”. W 1973 roku wraz z innymi muzykami wziął udział w nagraniu płyty – „Ogień”.

## Dyskografia
Na podstawie discogs.com:

### Albumy z grupą Breakout
- Mira (1971)
- Blues (1971)
- Karate (1972)
- Ogień (1973)